# Reducing
Pour plus de détails, voir Fiche technique et Distribution.
Reducing est un film américain réalisé par Charles Reisner, sorti en 1931.

## Synopsis
La snobe Madame Pauline « Polly » Rochay exploite un salon de beauté exclusif à New York, spécialisé dans la réduction de poids. Lorsqu'elle apprend que sa sœur, Marie Truffle, est démunie, Polly décide de l'emmener chez elle, avec son mari Elmer et leurs trois enfants, Vivian, Jerry et Marty. La fille mondaine de Polly, s'oppose à la décision de sa mère, insistant sur le fait que les Truffes sont trop peu raffinées pour vivre parmi les Rochays. Lorsque les Truffes arrivent enfin dans la grande ville, Polly fait travailler sa sœur dans son salon pendant qu'Elmer cherche du travail comme facteur. Joyce en veut à l'intrusion des Truffes mal élevées, et Polly est d'accord avec elle lorsque Marie, qui s'immisce, endommage le salon de beauté et que ses enfants griffent sa voiture.
Un soir, alors que Joyce sort avec sa chérie playboy, Johnnie Beasley, Marie et Polly comparent les petits amis de leurs filles. Polly se vante que Johnnie est le meilleur parce qu'il est un millionnaire sophistiqué, tandis que Marie informe Polly que Tommy Haverly, le petit ami de Vivian, est issu de l'une des plus anciennes familles de South Bend. Polly insulte alors Marie quand elle lui dit que Vivian ne rencontrera jamais le même calibre d'hommes que Joyce rencontre. Lorsque Johnnie ramène Joyce à la maison, il rencontre Vivian et lui prend une sympathie immédiate, ce qui rend Joyce jalouse. Le lendemain, après avoir repoussé Tommy, Vivian va à un rendez-vous déjeuner avec Johnnie. Joyce accuse plus tard Vivian d'avoir tenté de voler son petit ami. Au salon, Marie se fait du mal quand, après une série d'erreurs, elle enferme accidentellement Polly dans le hammam. Plus tard, Polly et Marie se retrouvent mêlées à la querelle de leurs filles au sujet de Johnnie, et Marie frappe Joyce quand Joyce insulte Vivian.
Trois mois passent, et les Truffes, maintenant installés dans leur propre maison, attendent l'arrivée de Johnnie, qui sort avec Vivian et l'accompagnera à une fête. Alors que Vivian et Johnnie sont à leur rendez-vous, Joyce, au cœur brisé, rend visite à Marie et la supplie d'intervenir dans la liaison de sa fille avec l'homme qu'elle aime. Émue par sa démonstration d'émotion, Marie accepte d'aider Joyce en se rendant chez Johnnie et en lui parlant en son nom. Chez Johnnie, Marie accuse le jeune playboy de tourner injustement la tête de Vivian avec des voitures de luxe, des yachts et d'autres produits de luxe, puis de lui avoir donné la porte. Marie insiste alors pour que Johnnie épouse Joyce, ce qu'il accepte de faire. Marie dit à sa fille que Johnnie n'était pas digne de son amour parce qu'il ne la voyait que pour rendre Joyce jalouse. Après le mariage de Joyce et Johnnie, Polly, ignorant que Marie était responsable de leurs retrouvailles, appelle à se réjouir de la nouvelle et rappelle à Marie que Vivian aurait dû « rester dans sa propre classe ». Cependant, lorsque Joyce explique l'implication de Marie, Polly remercie sa sœur pour son aide et les deux se pardonnent.

## Fiche technique
- Titre : Reducing
- Réalisation : Charles Reisner
- Scénario : Robert E. Hopkins, Beatrice Banyard, Willard Mack et Zelda Sears
- Direction artistique : Cedric Gibbons
- Photographie : Leonard Smith
- Société de production : Metro-Goldwyn-Mayer
- Pays d'origine :  États-Unis
- Format : Noir et blanc — 35 mm — 1,37:1 — Son : Mono
- Genre : Comédie dramatique
- Durée : 77 minutes
- Date de sortie : 
  - États-Unis : 3 janvier 1931

## Distribution
- Marie Dressler : Marie Truffle
- Polly Moran : Polly Rochay
- Anita Page : Vivian Truffle
- Lucien Littlefield : Elmer Truffle
- William Collier Jr. : Johnnie Beasley
- Sally Eilers : Joyce Rochay
- William Bakewell : Tommy Haverly
- Jay Ward : Marty Truffle
- Roscoe Ates (non crédité)
- Sidney Bracey (non crédité)
- Bobby Dunn (non crédité)
- Herbert Prior (non crédité)